# Żuraw pływający

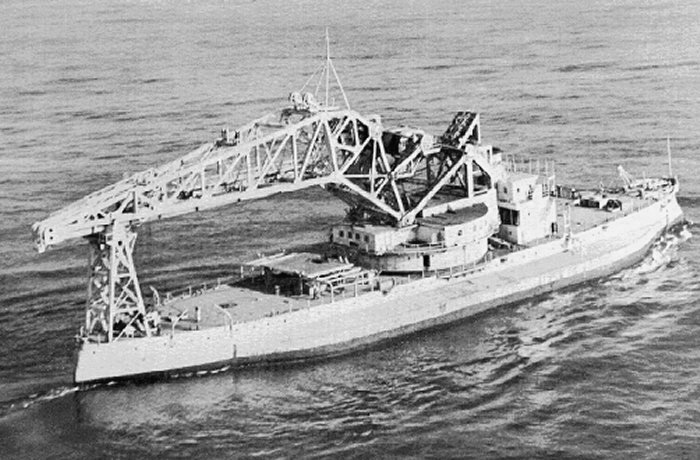
Ciężki żuraw pływający, z obrotowym ramieniem, zbudowany na kadłubie pancernika USS „Kearsarge" (BB-5) (udźwig - 312 t)

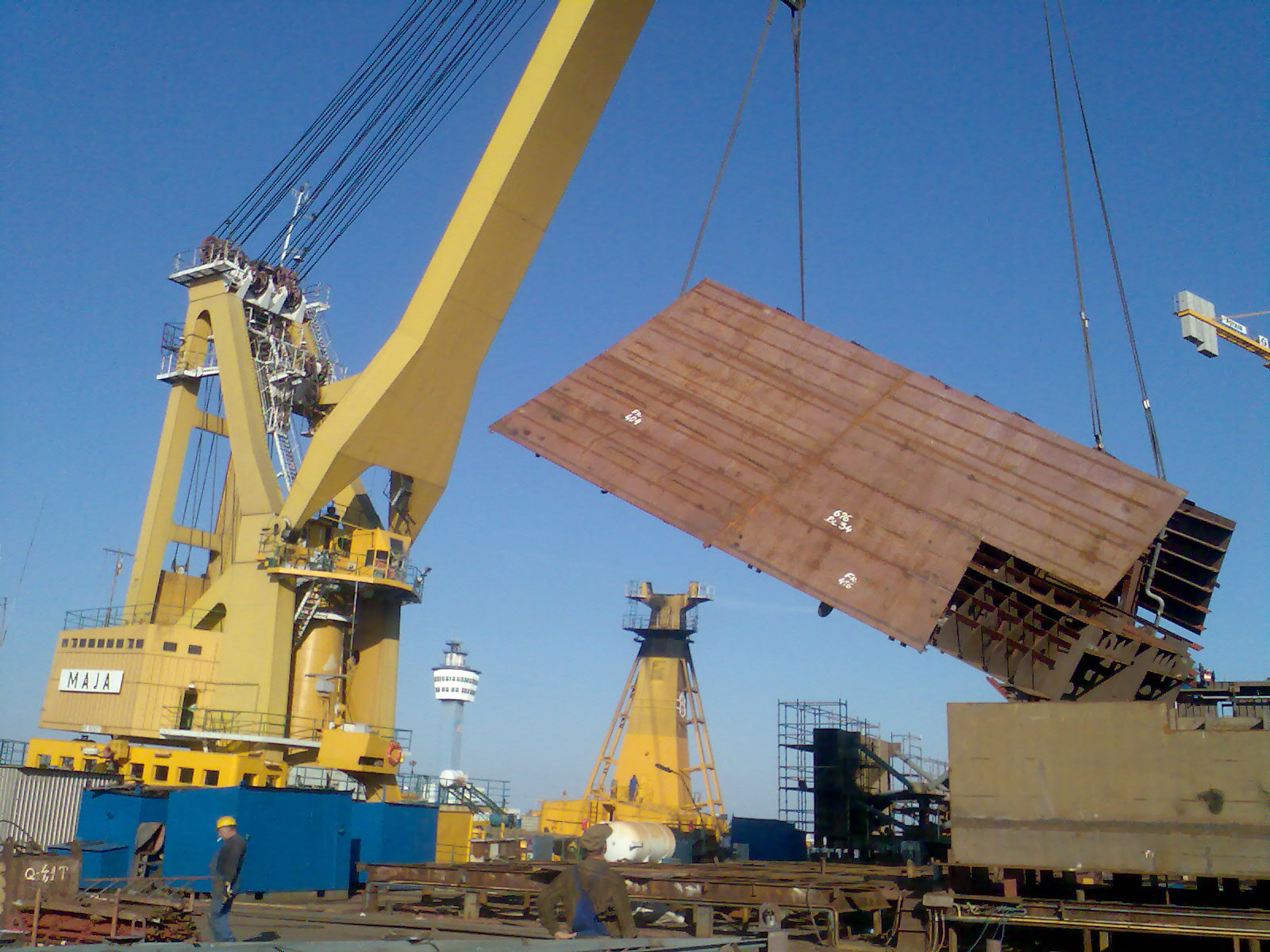
Maja podczas pracy w zakładzie Z-4 firmy „Crist" w Gdańsku-Porcie Północnym

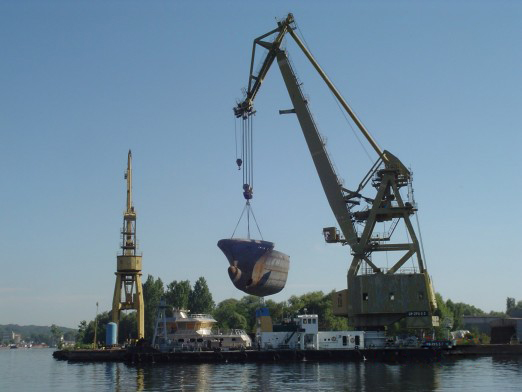
DP-ZPS-Ś-3 „GUCIO" podczas pracy

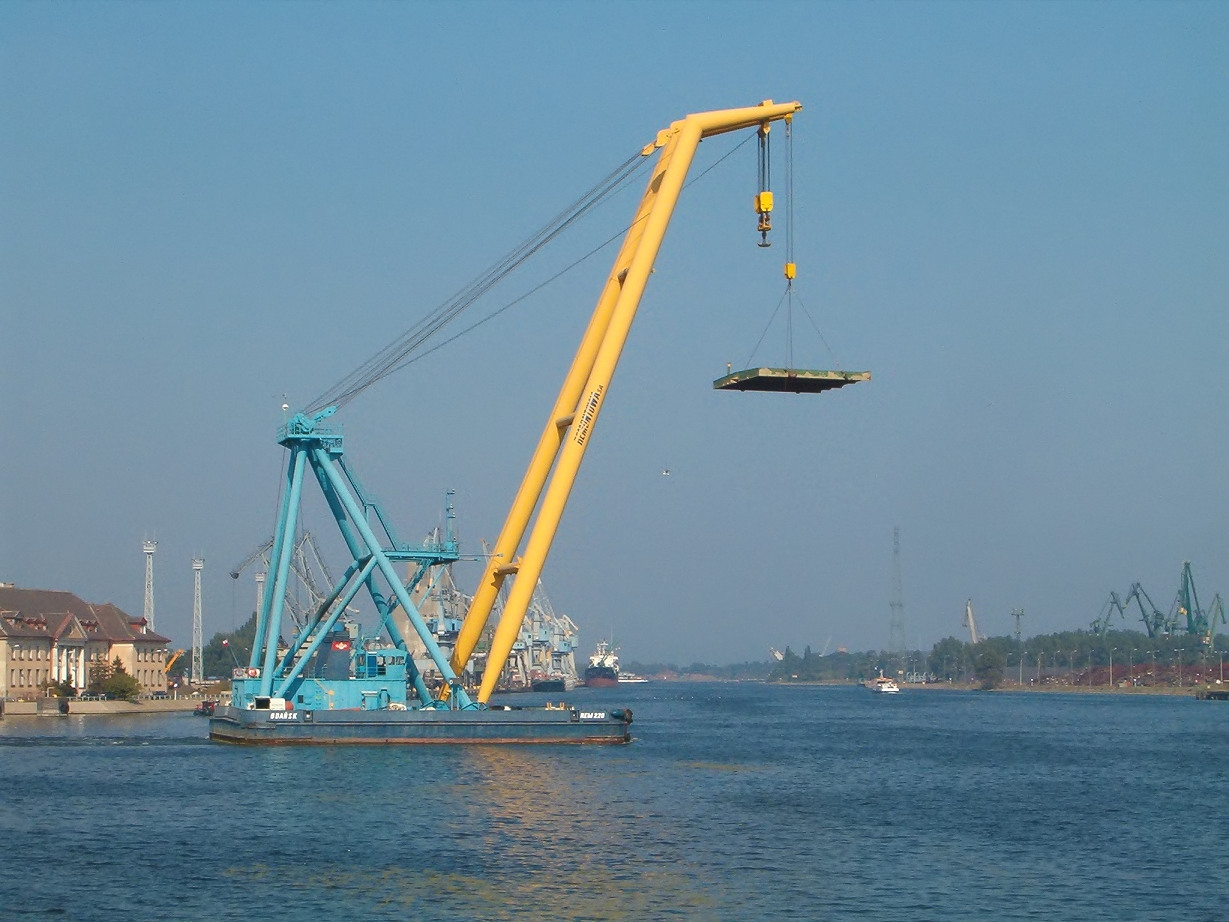
Dźwig ze stałym ramieniem REM-220 podczas transportu pokryw ładowni

Żuraw pływający (pot. dźwig pływający) – specjalistyczna jednostka pływająca wyposażona w żuraw zamocowany na stalowym pływającym pontonie, znajdująca zastosowanie przy pracach w stoczniach, portach, na otwartym morzu, w miejscach, gdzie praca żurawi stoczniowych lub portowych jest niemożliwa. Dźwigi pływające mogą mieć swój własny napęd, co jest częstszym rozwiązaniem, lub być bez napędu, wtedy do ich przemieszczania potrzebne są holowniki lub pchacze.

## Podział
Dźwigi pływające dzielą się na dwa podstawowe rodzaje:
- dźwig z obrotowym ramieniem, gdzie urządzenie dźwigowe osadzone jest na wale, i zwykle może obracać się o 360 stopni. Przykładem jest drugi co do wielkości w Polsce dźwig pływający "Maja". Takie dźwigi mają zwykle pokład ładunkowy, na który, po obrocie ramienia, mogą położyć i transportować ładunek. Tego rodzaju dźwigi są bardziej skomplikowane i droższe w budowie, aczkolwiek bardziej uniwersalne i wygodniejsze w eksploatacji.

- dźwig ze stałym ramieniem, po angielsku nazywane sheerleg lub A-frame. Ramię podnoszące ładunek zwykle swoim kształtem przypomina wielką literę „A", gdzie dolne końce zamontowane są wprost do pontonu poprzez osie, umożliwiające ruchy ramienia jedynie w przód i w tył oraz podnoszenie i opuszczanie haka. Aby podnieść ładunek, tego rodzaju dźwig musi zacumować dziobem lub rufą dokładnie przed podnoszonym ładunkiem. Przemieszczanie ładunku na boki odbywa się poprzez ruch całego pontonu. Dźwigi tego typu są prostsze i tańsze w konstrukcji od dźwigów z obrotowym ramieniem. Ze względu na brak problemów ze stabilnością poprzeczną w trakcie podnoszenia ładunków z burty, mogą podnosić zwykle większe ładunki. Przedstawicielem tego typu jest „Conrad CONSUL”.

Największe żurawie pływające w Polsce to Conrad CONSUL, Maja i REM-220. 

## Dane techniczne „Conrad CONSUL”
- Właściciel: Marine Projects Ltd.(inne języki), Gdańsk
- Rok budowy: 1971 rok stocznia - Sociedad Metalurgica Duro Felguera w Gijon (zamówienie - marzec 1970, położenie stępki - sierpień 1970). Stoczniowy numer budowy - 63
- Wprowadzenie do eksploatacji - lipiec 1971 rok (wodowanie - 29.01.1971 rok)
- Długość całkowita pontonu - 45,42 m, 
  - długość między pionami 45,01 m
  - szerokość konstrukcyjna - 21,01 m (według innych źródeł - 21,00 m)
  - szerokość całkowita - 21,42 m
  - wysokość boczna - 3,71 m
  - zanurzenie - 1,982 m (według innych źródeł - 2,00 m)

- Nośność - 1140 ton  tonaż pojemnościowy brutto (przed aktualną przebudową) - 864  tonaż pojemnościowy netto (przed aktualną przebudową) - 258
- Napęd: własny (dwa pędniki Voith-Schneider)
  - łączna moc napędu głównego - MCR 560 kW (762 KM)  prędkość eksploatacyjna - 5,00 w.  pędniki - 2 × Voith-Schneider  silniki napędu głównego - 2 × RHO215 Stork (prod. Naval-Stork-Werkspoor SA, Hiszpania), 4-suwowe, rzędowe, 5-cylindrowe, 210 × 300 mm (średnica cylindra × skok tłoka), o mocy 280 kW (381 KM) każdy
  - zespoły prądotwórcze - 2 × 172 kW 400 V 50 Hz  +  1 × 40 kW 400 V 50 Hz
- Pojemność zbiorników paliwowych - 34 m³

- Udźwig:
  - DOR na głównych zbloczach - 2 × 200 ton
  - DOR na szczytowym wysięgniku - 2 × 100 ton
- Miejsca dla załogi - do 12 osób

## Dane techniczne „Mai”
- Właściciel: Polskie Ratownictwo Okrętowe
- Napęd: własny (trzy pędniki Voith-Schneider 6AL25/30)
- Udźwig:
  - hak główny: 330 ton (max. prędkość podnoszenie zblocza 0,15-3,5 m/min)
  - hak pomocniczy: 100 ton (max. prędkość podnoszenie zblocza 0,15-5,5 m/min)
- Możliwość obrotu ramienia: 360° (w czasie 4:50 minut)
- Pokład o wymiarach 19,2 x 19,2 m (dopuszczalne obciążenie pokładu: 6-10 ton/m²)
- Maksymalna dopuszczalna masa przewożonych na pokładzie ładunków: 800 ton

## Dane techniczne „DP-ZPS-Ś-3”(Gucio)
- Właściciel Zakład Usług Żeglugowych Sp. z o.o. W 2011 roku DP-ZPS-Ś-3 Gucio został sprzedany holenderskiej firmie, która przetransportowała go do Afryki, gdzie następnie został pocięty i przerobiony na koparkę.
- Napęd: własny (dwa pędniki Voith-Schneider)
- Udźwig:
  - hak główny: 200 ton
  - hak pomocniczy : 30 ton
- Możliwość obrotu ramienia: 360°
- Masa przewożonych na pokładzie ładunków: 400 ton
- Maks. prędkość żeglugi: 6 węzłów

## Dane techniczne „REM-220”
- Właściciel: Gdańska Stocznia „Remontowa” SA
- Napęd: własny
- Udźwig:
  - hak główny: 2 x 100 ton
  - hak pomocniczy: 40 ton
- Maks. prędkość żeglugi: 6 węzłów

## Dane techniczne „S.G.Dz - 100 Ton Nr 2”
- Właściciel: Euromos sp. z o.o.
- Napęd: własny (dwa silniki węgierskiej produkcji GANZ VIILLBPEBC 22/370 o łącznej mocy 178 kW)
- Udźwig:
  - hak główny: 100 ton (odległość od burty 5,80 m)
  - hak pomocniczy: 25 ton
- Możliwość obrotu ramienia: 360°
- Masa przewożonych na pokładzie ładunków: 200 ton[1]

## Dane techniczne „DP15”
Właściciel: „WUŻ” Port and Maritime Services Ltd Sp. z o.o. 
- Napęd: własny
- udźwig:
  - hak główny: 63 ton
  - hak pomocniczy: 16 ton
- Możliwość obrotu ramienia: 360°

## Galeria

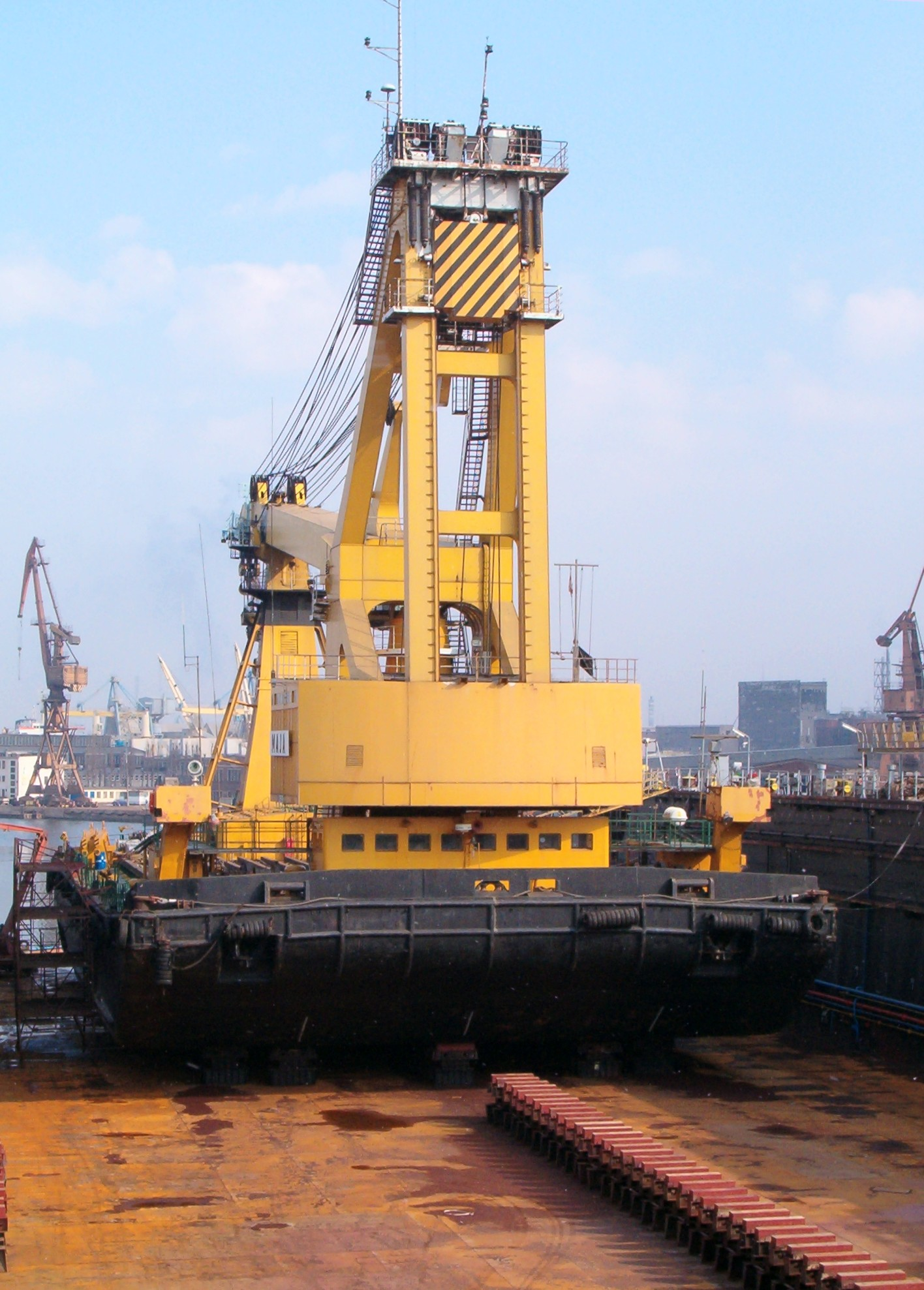
Maja podczas remontu w doku pływającym
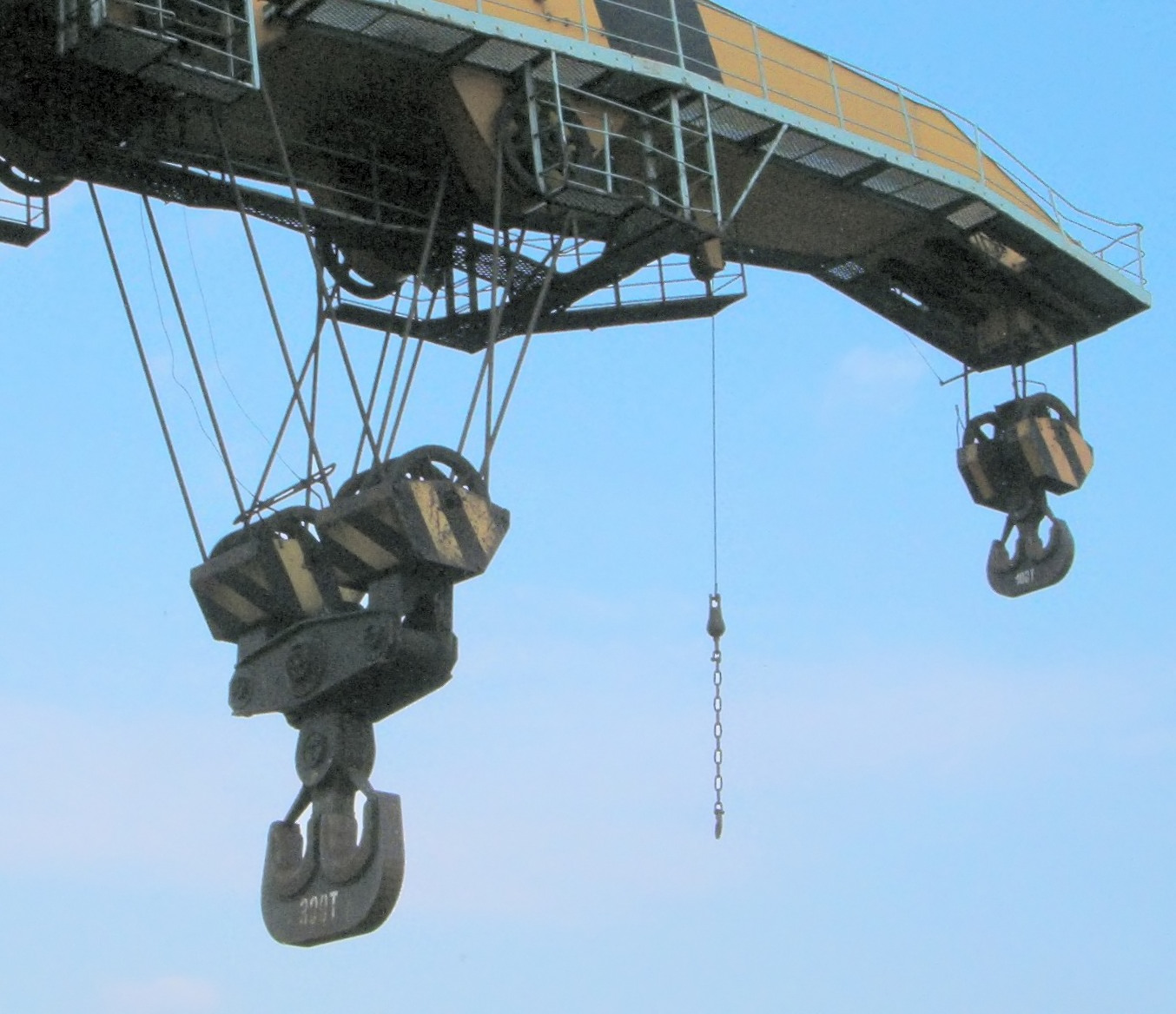
Haki Mai
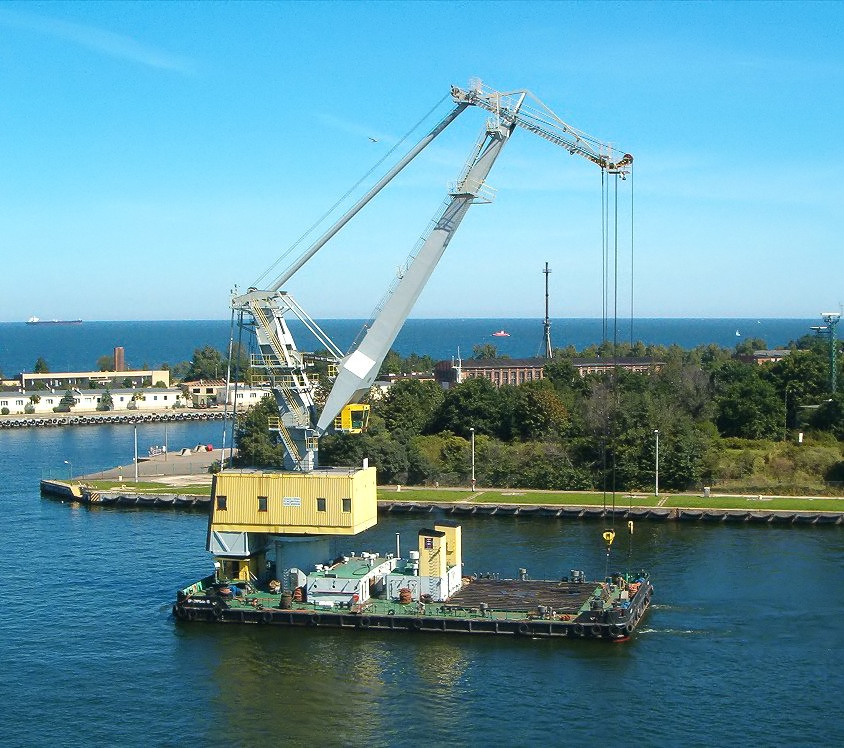
Żuraw pływający u wejścia do portu w Gdańsku
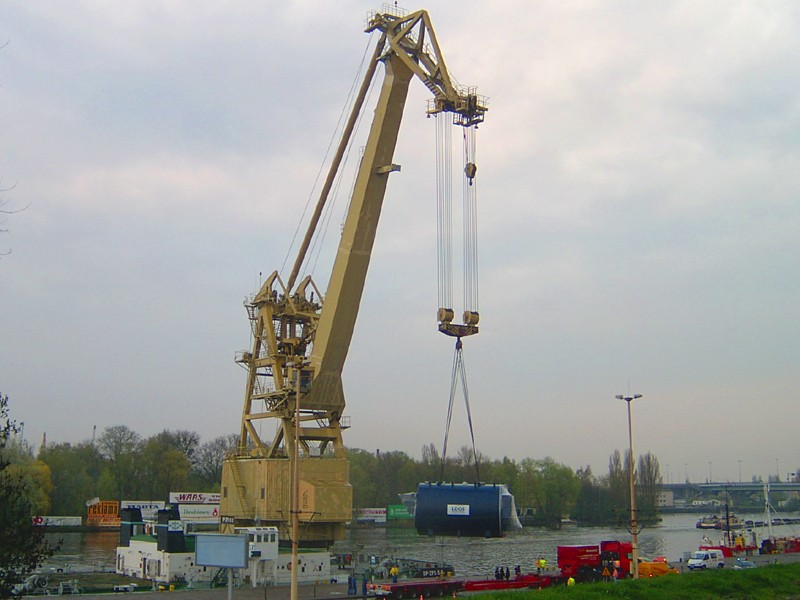
DP-ZPS-Ś-3 „GUCIO” podczas pracy.
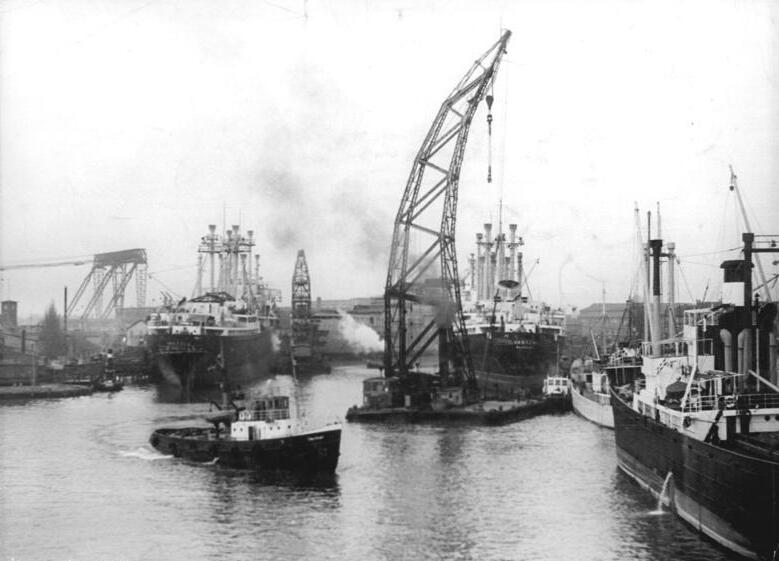
Żuraw Długi Henryk w stoczni w Rostocku